# Thomas Horsfield

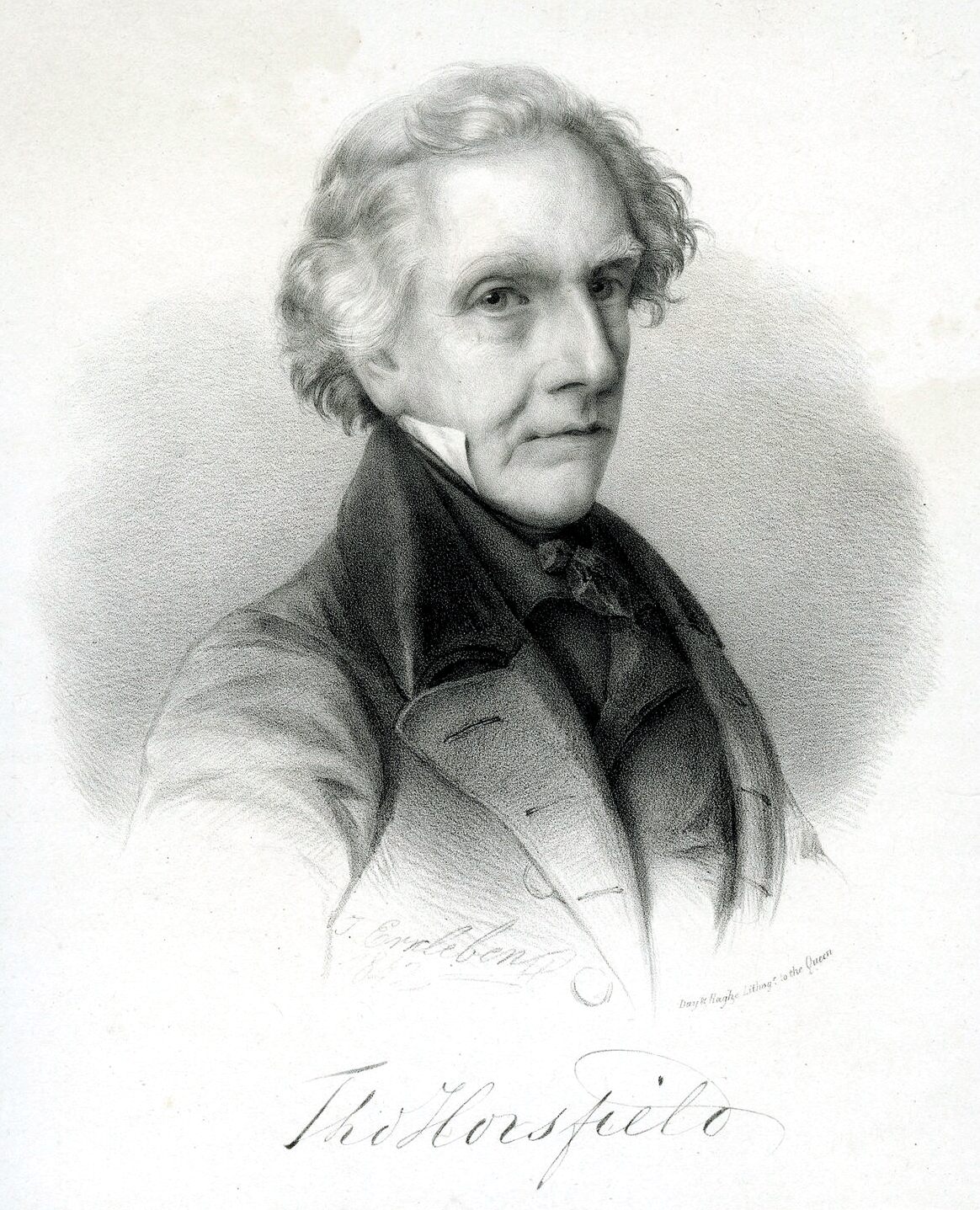
Thomas Horsfield

Thomas Horsfield (* 12. Mai 1773 in Philadelphia, Pennsylvania; † 14. Juli 1859 in London) war ein britischer Arzt, Zoologe und Botaniker. Sein offizielles botanisches Autorenkürzel lautet „Horsf.“

## Leben
Horsfield wurde 1773 in Philadelphia im US-Bundesstaat Pennsylvania geboren und studierte dort Medizin. Er arbeitete viele Jahre als Arzt auf Java. Die East India Company übernahm die Kontrolle über diese Insel von den Niederlanden, und Horsfield begann im Auftrag seines Freundes Sir Thomas Stamford Raffles Tiere und Pflanzen zu sammeln. Wegen Krankheit musste er Java 1819 verlassen und wurde Kustos, später Kurator des Museums der East India Company in London. Am 28. November 1822 wurde Thomas Horsfield unter der Präsidentschaft von Christian Gottfried Daniel Nees von Esenbeck mit dem akademischen Beinamen Lintschotten unter der Matrikel-Nr. 1248 als Mitglied in die Kaiserliche Leopoldino-Carolinische Akademie der Naturforscher aufgenommen. 1826 wurde Horsfield stellvertretender Geschäftsführer der Zoological Society of London. Seit 1829 war er Mitglied der American Philosophical Society und seit 1838 der Königlich Niederländischen Akademie der Wissenschaften. Im deutschen Sprachgebrauch ist die Horsfield-Lerche nach ihm benannt, die er als Erster wissenschaftlich beschrieb.

## Schriften
- An experimental dissertation on the Rhus vernix, Rhus radicans and Rhus glabrum, commonly known in Pennsylvania by the names of poison-ash, poison-vine and common sumach. Cist, Philadelphia 1798.
- Impressions of dried plants from Java. 1812.
- Systematic arrangement and description of birds from the island of Java. 1820.
- The History and antiquities of Lewes and its vicinity. Baxter, Lewes 1824.
- Zoological Researches in Java and the Neighbouring Islands. Kingsbury, Parbury & Allen, London 1821–1824.
- A descriptive catalogue of the lepidopterous insects contained in the Museum of the Honourable East India Company. Parbury & Allen, London 1828/29.
- The history, antiquities and topography of the county of Sussex. Baxter, Lewes 1835.
- Plantae javanicae rariores, descriptae iconibusque illustratae, quas in insula Java, annis 1802–1818. Allen, London 1838–52.
- Essay on the cultivation and manufacture of tea in Java. Cox & sons, London 1841.
- A catalogue of the lepidopterous insects in the Museum of the Hon. East-India Company. Allen, London 1857–59.